# Huang Runqiu

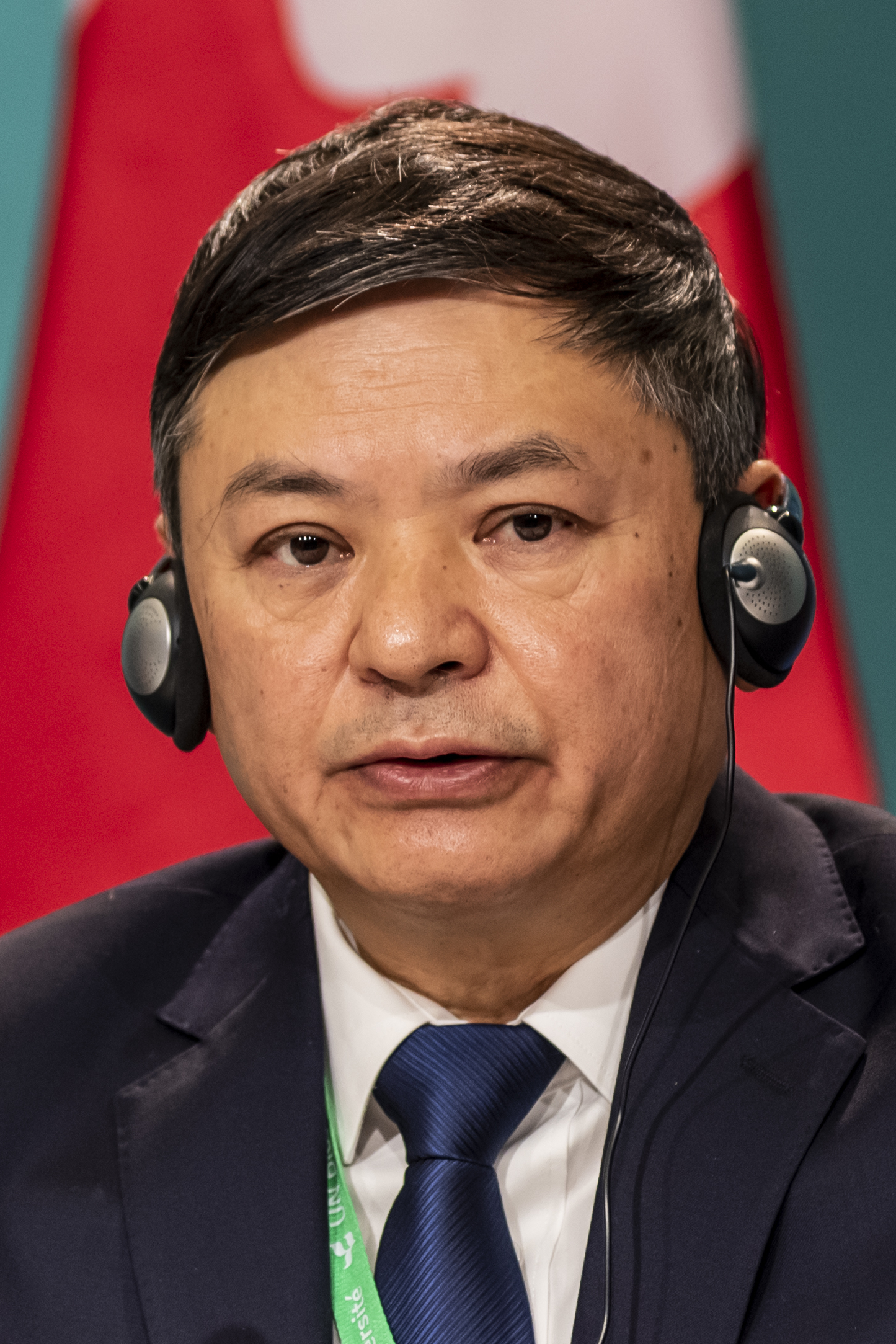
Huang Runqiu

Huang Runqiu (chinesisch 黄润秋; * August 1963 in Changsha, Sichuan) ist ein Hochschullehrer und Politiker der Gesellschaft des 3. September (Jiusan-Gesellschaft) in der Volksrepublik China, der unter anderem seit dem 29. April 2020 Minister für Ökologie und Umwelt im Staatsrat der Volksrepublik China ist.
Damit ist er seit der Reform und Öffnung des Landes Ende der 1970er Jahre der dritte Minister, der nicht Mitglied der Kommunistischen Partei Chinas ist.

## Leben

### Studium, Hochschullehrer und Beginn der politischen Laufbahn
Huang Runqiu, der zum Han-Volk gehört, begann nach dem Schulbesuch im September 1979 ein Studium der Ingenieurgeologie an der Abteilung Hydrologie des Technischen Instituts Chengdu, der heutigen Technischen Universität Chengdu. Nach deren Abschluss begann er im Juli 1983 ein postgraduales Studium der Ingenieurgeologie an der Abteilung Hydrologie des Technischen Instituts Chengdu und wurde dort im Februar 1986 Doktorand. Im September 1988 begann er seine berufliche Laufbahn als Lehrer an der Abteilung für Hydrogeologie und Ingenieurgeologie des Technischen Instituts Chengdu und wurde dort im April 1989 sowohl Wissenschaftlicher Mitarbeiter als auch Stellvertretender Direktor des Staatlichen Fachlabors für Geogefährdungsprävention und Geoumweltschutz. Im November 1992 wurde er schließlich Assistent des Präsidenten, der auch Dekan Abteilung für Hydrogeologie und Ingenieurgeologie der Technischen Universität Chengdu.
Im Dezember 1992 übernahm Huang selbst eine Professur an der Abteilung für Hydrogeologie und Ingenieurgeologie und betreute seit Dezember 1993 auch Doktoranden der Technischen Universität Chengdu. Im November 1997 begann er zudem sein politisches Engagement, als er zum stellvertretenden Vorsitzenden des Komitees der Gesellschaft des 3. September (Jiusan-Gesellschaft) in der Provinz Sichuan gewählt wurde. Im November 2001 wurde er Vizepräsident der Technischen Universität Chengdu sowie Direktor des dortigen Staatlichen Fachlabors für Geogefahrenabwehr und Geoumweltschutz. Außerdem wurde er als stellvertretender Vorsitzender des Komitees der Jiusan-Gesellschaft der Provinz Sichuan wiedergewählt, ehe er im Mai 2007 Vorsitzender des Provinzkomitees der Jiusan-Gesellschaft in Sichuan wurde. Des Weiteren wurde er im Dezember 2007 Mitglied des Ständigen Ausschusses des Zentralkomitees der Gesellschaft des 3. September.
Darüber hinaus wurde Huang Runqiu im Januar 2008 Stellvertretender Vorsitzender des Komitees der Provinz Sichuan der Politischen Konsultativkonferenz des chinesischen Volkes (PKKCK), der er in der neunten, zehnten und elften Legislaturperiode zwischen 1998 und 2013 angehörte. In der zwölften Legislaturperiode war er zwischen 2013 und 2018 Abgeordneter des Nationalen Volkskongresses und zudem von 2013 bis zu seinem Rücktritt im März 2016 auch Mitglied des Ständigen Ausschusses des Nationalen Volkskongresses. Im Mai 2014 wurde er außerdem Präsident des Instituts für Sozialismus der Provinz Sichuan.

### Vizeminister und Minister für Ökologie und Umweltschutz
Im März 2016 wurde Huang Vizeminister für Umweltschutz. Ferner übernahm er im Dezember 2017 die Funktion als stellvertretender Vorsitzender des Zentralkomitees der Jiusan-Gesellschaft. Im März 2018 wurde er Vizeminister des in Ministerium für Ökologie und Umwelt umbenannten Ministeriums für Umweltschutz. Seit 2018 ist er wieder Mitglied des Komitees der Provinz Sichuan der Politischen Konsultativkonferenz des Chinesischen Volkes.
Als Nachfolger von Li Ganjie übernahm Huang Runqiu im April 2020 schließlich selbst den Posten des Ministers für Ökologie und Umwelt im Staatsrat der Volksrepublik China. Als Nicht-Mitglied der Kommunistischen Partei Chinas (KPCh) ist er damit der dritte Minister einer nichtkommunistischen Partei des Landes seit der Reform und Öffnung des Landes Ende der 1970er Jahre. Er war als Minister auch Präsident der 15. Weltbiodiversitätskonferenz 2022 in Kunming. Er ist des Weiteren Exekutiv-Vizepräsident des China-Rates für Internationale Zusammenarbeit in Umwelt und Entwicklung.